# The Librarians
The Librarians é uma série de televisão estadunidense do gênero fantasia-aventura desenvolvida por John Roger e foi transmitida originalmente pela TNT nos Estados Unidos, estreando no dia 7 de dezembro de 2014, e no Brasil em 8 de dezembro do mesmo ano pelo Canal Universal. A série é um spin-off de O Guardião (The Librarian), trilogia de filmes, e é claramente uma continuação dos três filmes anteriores. Em 12 de fevereiro de 2015, a TNT renovou a série para uma segunda temporada, que estreou no dia 1 de novembro de 2015 na TNT. Em 15 de dezembro de 2015, a TNT renovou a série para uma terceira temporada, que estreou no dia 20 de novembro de 2016 na TNT. Em 24 de janeiro de 2017, a TNT renovou a série para uma quarta temporada.
Em 8 de março de 2018, Dean Devlin anúncio que a TNT  havia cancelado a série após quatro temporadas, disse também já estar em processo de busca por uma nova emissora para o show. No entanto, em junho, Devlin anunciou que as negociações não tiveram sucesso e que a série havia de fato chegado ao fim.

## Sinopse
A série segue quatro pessoas, Eve Baird (Rebecca Romijn), que foi escolhida pela Biblioteca para ser a nova Guardiã, assim como Ezekiel, Cassandra e Jacob, que foram convidados a se juntarem a Biblioteca como os novos bibliotecários, mas por algum motivo não mostra as "entrevistas". A opinião da Biblioteca vai contra Flynn Carsen(Noah Wyle). Enquanto Flynn procura a Biblioteca (que se perdeu no espaço e no tempo durante o episódio piloto), os três novos Bibliotecários e a Guardiã formam uma nova equipe de Bibliotecários para resolver mistérios impossíveis, recuperar artefatos poderosos, e lutar com ameaças sobrenaturais, especialmente contra as forças da Irmandade da Serpente, liderada pelo misterioso imortal Dulaque (Matt Frewer).

## Produção

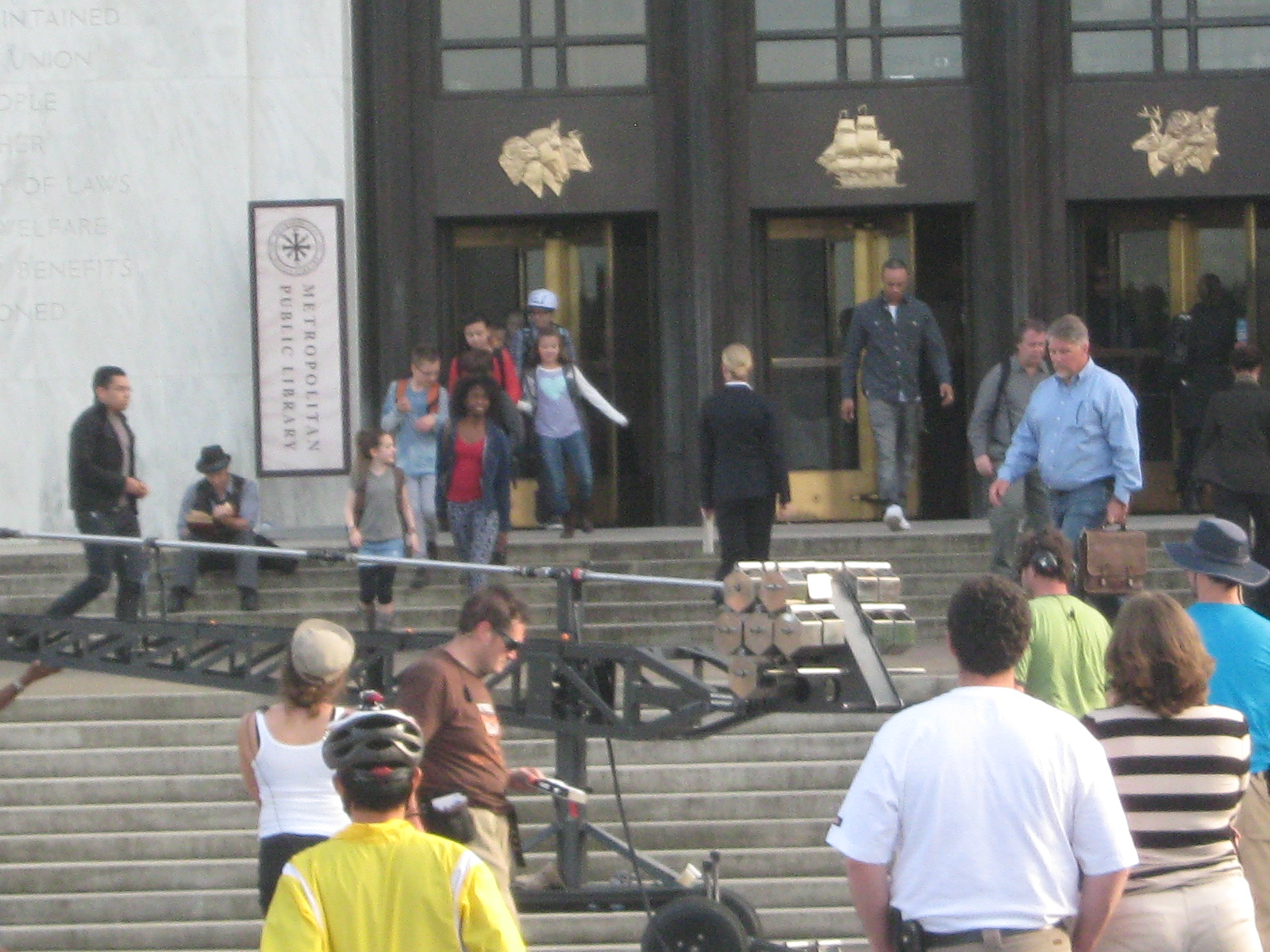
Uma cena para The Librarians sendo filmado no Capitólio do estado de Oregon, em Salem.

A TNT encomendou uma nova série semanal de dez episódio, que é um spin-off  da trilogia de filmes O Guardião, seguindo o elenco original, e que inclui Noah Wyle, Bob Newhart, e Jane Curtin, bem como cinco novos personagens que trabalham para a biblioteca. A série é filmada em Portland, Oregon. Algumas cenas foram filmadas no Capitólio do estado de Oregon, em Salem.

## Transmissão
A série estreou em 07 de dezembro de 2014.

### Internacional
- Canadá  -  A série estreou 7 de dezembro de 2014 no canal Space.[10]
- Brasil  -  A série estreou em 08 de dezembro de 2014 no Canal Universal.
- Austrália - A série estreou em 09 de dezembro de 2014 no Canal Universal.[11]

## Recepção dos críticos
The Librarians marcou 63 de 100 em Metacritic baseado em 11 avaliações "geralmente favoráveis". A revisão do site agregador Rotten Tomatoes relatou um 71% rating críticos com uma classificação média de 6,7 / 10 baseado em 14 avaliações. O consenso site diz: "É uma coisa familiar, mas os bibliotecários oferece diversão para a família, com uma mistura de bobagem e aventura".